# مینو امیرقاسمی
مینو امیرقاسمی (زادهٔ ۲۱ اسفند ماه ۱۳۲۹) استادیار بازنشستهٔ جامعه‌شناسی ادبیات، عضو هیئت علمی دانشگاه تبریز، نویسنده و محقق است. او کار خود را در فرهنگستان زبان ایران آغاز و بعد با تدریس در دانشگاه تبریز ادامه داد. او آغاز به نوشتن کتاب‌های کودک و نوجوان کرد و بعد از ۱۶ سال تلاش برای تألیف اولین فرهنگ کودک و نوجوان در ایران، آن را در سال ۱۳۸۷ به چاپ رساند. از دیگر کارهای او می‌توان به کتاب «دربارهٔ قصه‌های اسطوره‌ای» اشاره کرد که حاصل پژوهش او بر روی داستان و قصه‌های اساطیری ایران است.

## زندگی و تحصیلات
مینو امیرقاسمی پنجمین فرزند عفت السادات طباطبایی وکیلی و محمد باقر خان امیرقاسمی، از اهالی تبریز، در خانواده‌ای آزاداندیش و مترقی، زیر نظر مادری نیک‌اندیش و پدری روشن بین و پیشرو پرورش یافت. او همچنین از نوادگان مهدی قلی خان امیرقاسمی معروف به حاج اعظام لشکر و میرزا علی آقا تبریزی معروف به ثقه الاسلام تبریزی، از آزادی خواهان و مشروطه چی‌های تبریز است. حاصل ازدواج او در سال ۱۳۵۷ با حسن شمس آوری، مترجم آثار تاریخی و فلسفی، دو دختر است.
او تحصیلات دانشگاهی اش را در مقطع لیسانس در رشتهٔ زبان و ادبیات فارسی (۱۳۵۲) در دانشگاه تبریز، در مقطع فوق لیسانس در فرهنگ و زبان‌های باستانی ایران دانشگاه تهران (۱۳۵۴) و دکتری خود را در رشتهٔ جامعه‌شناسی ادبیات (۱۳۸۶) دانشگاه تبریز به پایان رسانید. وی در ابتدا در فرهنگستان زبان ایران کار رسمی اش را آغاز کرد و بعد به دانشگاه تبریز منتقل شد.

## آثار

### تألیف
1. کتابچهٔ فروتن آشپزی، تهران: نشر مرکز  ۱۳۹۴
2. دربارهٔ قصه‌های اسطوره ای، تهران: نشر مرکز ۱۳۹۱
3. نشانه‌شناسی مناسک گذر، تبریز: ستوده، ۱۳۹۰
4. کتابشناسی توصیفی علوم اجتماعی، (با همکاری وحیده کیهان و زهره رسولی) تبریز: ستوده، ۱۳۸۹
5. گزیده کتابنامه علوم اجتماعی، تبریز: دانشگاه تبریز و نشر جامعه پژوه، ۱۳۸۳
6. نگاهی به مسائل اجتماعی و فرهنگی سیاست‌نامه و قابوس‌نامه، تبریز: دانشگاه تبریز، ۱۳۷۶
7. فرهنگ فارسی کودک و نوجوان، تهران: کویر، چاپ سوم، ۱۳۸۷
8. تیشه در سنگ (نمایشنامه)، تبریز: اداره کل فرهنگ و ارشاد اسلامی، ۱۳۶۹
9. سوگ اسفندیار (نمایشنامه)، تهران: ۱۳۶۸
10. «فیل کوچولو دماغت کو؟» کانون پرورش فکری کودکان و نوجوانان
11. «هرکاری راهی دارد» کانون پرورش فکری کودکان و نوجوانان
12. «کی از همه بزرگتره؟» کانون پرورش فکری کودکان و نوجوانان
13. «پیرزن مو پنبه‌ای» جهان اندیشهٔ کودکان
14. «باران خوشبو» جهان اندیشهٔ کودکان

### مقاله ها
۱. آشیل و اسفندیار، دو همزاد اسطورهای، مجله دانشکده ادبیات و علوم انسانی دانشگاه فردوسی مشهد، 1368
۲. گشتاسب از اوستا تا شاهنامه، مجله شعر، سال هشتم، شماره 28
۳. مشکلات فرهنگ نویسی برای کودکان در ایران، ارائه شده در کنگره استاد معین، رشت
۴. برخی از عناصر تراژدی در داستان خسرو و شیرین نطامی، مجموعه مقالات کنگره بینالمللی بزرگداشت نهمین سده تولد حکیم نطامی گنجوی، دانشگاه تبریز، 1370
۵. اسطوره در تاریخ، یادنامه طبری
۶. شیوههای به کارگیری دانشجویان داخل و خارج در انجام تحقیقات، مجموعه مقالات سمینار تحقیق و توسعه، تهران، 1368
۷. زومرود = سیمرغ، ارائه شده در دومین همایش بین المللی ایرنشناسی، تهران
۸. بازار در سفرنامه ناصرخسرو و احسن التقاسیم مقدسی، ارائه شده نخستین کنگره بینالمللی بازار، دانشگاه تبریز، مندرج در نشریه دانشکده علوم انسانی و اجتماعی دانشگاه تبریز، 1382
۹. نگرشی جامعهشناختی بر اساطیر و نگاهی تحلیلی بر اسطوره آفرینش در ایران باستان، چاپ شده نشریه دانشکده علوم انسانی و اجتماعی دانشگاه تبریز، 1375
۱۰. نگارههای زندگی ایلات ارسباران در مفرشی به نام ورنی (با فتانه حاجیلو)، چاپ شده در نشریه علمی – پژوهشی پژوهشهای انسانشناسی ایران ، دانشگاه تهران، 1391
۱۱. تحلیل جامعهشناختی قصه اساطیری محمد گل بادام، چاپ شده نشریه دانشکده علوم انسانی و اجتماعی دانشگاه تبریز، 1385
۱۲. جهانی شدن و زبان مادری، ماهنامه دیلماج،
۱۳. کاستیهای کتابهای درسی برای کودکان غیر فارسی زبان، ماهنامه دیلماج، شماره 13، 1384
۱۴.  مهر ماندگار (به یاد پنجمین سال خاموشی استاد مهرداد بهار)، روزنامه آزادگان، 1378
۱۵. بررسی نطام فکری – سیاسی جامعه ایران براساس کهن الگوی شهریاری، چاپ شده در کتاب سرو سهی، یادنامه منوچهر مرتضوی، 1390
۱۶. ادبیات آموزشی و ادبیات هنری، ارائه شده در نخستین سمینار ادبیات کودکان، چاپ شده در نشریه رویش

### طرح های پژوهشی
۱.  بررسی نگاره های گلیم در ایلات آذربایجان، مؤسسه تحقیقات اجتماعی دانشگاه تبریز، 1388.
۲. بررسی و تحلیل مناسکگذر در ایران، تولد و بلوغ، مؤسسه تحقیقات اجتماعی دانشگاه تبریز،  1387.
۳. بررسی و تحلیل مناسک گذر در ایران، مرگ، مؤسسه تحقیقات اجتماعی دانشگاه تبریز، 1386.
۴. بررسی و تحلیل مناسک گذر در ایران، ازدواج، مؤسسه تحقیقات اجتماعی دانشگاه تبریز، 1385.
۵. زنان فرهیخته آذربایجان، برای استانداری آذبایجان شرقی.
۶. بهشت و دوزخ در ادیان زرتشتی، کلیمی، مسیحی و اسلام، پژوهشگاه علوم انسانی و مطالعات فرهنگی، 1375.

### مدخلهای دائرهالمعارفی
برای دانشنامه «آذربایجان، تاریخ و فرهنگ» به سفارش مرکز دائرةالمعارف بزرگ اسلامی:
۱. خیدیر بایرامی (عید خضرنبی)
۲. آغا بایرامی (عید آقا)
۳. چیلله گئجهسی (شب یلدا)
۴. آخیر چارشنبه (چارشنبه سوری)
۵. قدیر بایرامی (عید غدیرخم)
۶. بارات گئجهسی (شب برات)
۷. قوربان بایرامی (عید قربان)
۸. فیطیر بایرامی (عید فطر)
۹. نوروز بایرامی (عید نوروز)
۱۰. سیزده بدر
۱۱. نذریها
۱۲. باورهایی برای دفع شر
۱۳. شیوههای قربانی آق قویونلو و قره قویونلو
۱۴. سفرههای نذری
۱۵. مراسم ایام محرم
۱۶. ادبیات شفاهی
۱۷. خوراکیها و غذاهای ویژه آذربایجان
۱۸. نمایشهای آیینی آذربایجان: کوسا گلین، سایاها، بارانخواهی، آفتاب خواهی
۱۹. آداب پذیرایی
۲۰. تولد
۲۱. لوازم خواب
۲۲. وسایل و طروف چای و قهوه
۲۳. طروف مصرفی
۲۴. بازیهای محلی
۲۵. فرهنگ نامگذاری
۲۶. پوشاک

### سوابق اجرایی
۱. مدیر مسوول بولتن پژوهشی دانشگاه تبریز
۱. سه دوره داور جشنواره کتاب سال تبریز
۳. دبیر علمی چهارمین جشنواره کتاب سال تبریز
۴. سردبیر ویژهنامه تبریز، سایت انسانشناسی و فرهنگ
۵. کارگاه انسانشناسی و عکاسی برای شرکتکنندگان جشنواره عکس فیروزه

### ترجمه
ترجمه متن پهلوی زندبهمن یسن، فرهنگستان زبان ایران ۱۳۵۶.

### سوابق علمی
1. عضو هیئت علمی فرهنگستان زبان ایران (پژوهشکده علوم انسانی)، ۱۳۶۲–۱۳۵۵
2. عضو هیئت علمی گروه زبان و ادبیات فارسی دانشگاه تبریز، ۱۳۷۲–۱۳۶۲
3. عضو هیئت علمی مؤسسه تحقیقات اجتماعی دانشگاه تبریز، ۱۳۹۰–۱۳۷۲